# Maldonado
Maldonado je město v Uruguayi. Leží na jihovýchodě země na pobřeží Atlantiku. Město je sídlem departementu Maldonado. Při sčítání lidu v roce 2011 mělo město 62 590 obyvatel. Je tak sedmým největším městem Uruguaye z hlediska počtu obyvatel. Maldonado sousedí na jihu s městem Punta del Este, na západě s městečkem La Sonrisa, které je současně jeho předměstím. Na východ od města protéká menší řeka Arroyo Maldonado.
Město bylo založeno guvernérem Montevidea v roce 1755. Svůj název dostalo po španělském důstojníkovi Franciscovi Maldonadovi. V tomto roce byl zřízen přístav, ale obyvatelé se věnovali především chovu skotu. Následně zde byla vystavěna pevnost, která měla Portugalcům zabránit obsadit oblast. Název města byl později mírně upraven na San Fernando de Maldonado.